# 후지모토 유키오
후지모토 유키오(일본어: 藤本 幸夫, 1941년~)는 일본의 언어학자이다. 주 연구 분야는 한국어학, 한국문헌학이다. 조선학회의 부회장직을 역임했으며, 도야마 대학의 명예교수이다.